# Teàgenes de Mègara
Teàgenes de Mègara (grec antic: Θεαγένης, llatí: Theagenes) va ser un tirà de Mègara.
Va arribar al poder probablement cap a l'any 630 aC després d'haver mobilitzat una part del poble contra els nobles. S'havia guanyat el favor popular pels seus violents atacs als nobles, dels quals havia destruït els ramats a les mateixes pastures (probablement terres comunals), segons diu Aristòtil. Per això i amb mitjans demagògics va obtenir ple suport de la població i els ciutadans van votar l'establiment d'un cos de guàrdies personals i amb aquestos guàrdies va assolir fàcilment el poder i va establir la tirania.
Va donar a la seva filla en matrimoni a Ciló, un demagog atenenc. Segons Pausànias va fer diverses obres públiques a Mègara. Va protegir la indústria i les arts però el poble no en va sortir gaire beneficat. Va ser enderrocat abans de morir.